# 全国高等学校野球選手権大会 (埼玉県勢)
全国高等学校野球選手権大会における埼玉県勢の成績について記す。

## 歴史
2017年の第99回大会において花咲徳栄が全国優勝するまで関東地方で唯一選手権大会で優勝経験の無い県だった。埼玉は特に浦和地域で高校サッカー（埼玉県の高校サッカー参照）の優勝が相次ぎサッカーが盛んになっていた半面、高校野球は1921年に地方大会に初参加して以降選手権大会への出場は戦前はなく、1940年に大宮工が南関東大会の決勝に進出したのが県勢の最高成績であった。このため、県勢の高校が夏の甲子園の土を踏む事となるのは、戦後の1949年に熊谷が南関東大会に優勝して初出場するまでなかった。
1921年から1925年まで茨城・栃木・群馬・千葉と出場権を争う関東大会、1926年から1935年まで栃木・群馬と出場権を争う北関東大会、1936年から1957年まで千葉と出場権を争う南関東大会、1959年から1974年まで山梨と出場権を争う西関東大会で優勝しなければ出場できなかった。そのような中、1951年に熊谷が決勝進出、1957年に初出場の大宮、1973年に川越工がいずれも準決勝進出するなどの活躍を見せた。
埼玉大会が独立した直後の1975年は上尾、1986年に初出場の浦和学院、1988年には同じく初出場の浦和市立（現・市立浦和）が準決勝進出、1993年には春日部共栄が決勝進出するなど、県内私学や新興校の台頭が顕著となり、浦和学院を筆頭に春日部共栄、花咲徳栄、聖望学園と県内各地で強豪校が育つようになった。埼玉大会の決勝戦では公立高校の進出も見られる。第99回大会で県勢初優勝した花咲徳栄には、県から彩の国功労賞が贈られた。

### 私立優位の現状
近年、高校野球は全国的にも私立優位の状態が続いているが、埼玉県は特にこの傾向が顕著である。しかし、1985年に立教 (現・立教新座)が埼玉大会を初優勝 (選抜大会は1955年に東京から出場)するまでは県勢の私立高校の優勝はなかった (選抜大会は同年に秀明が初出場しており、これまた県勢の私立高校として初めてであった)。立教は1978年に県勢の私立高校として初の埼玉大会の決勝進出をしている。そして、1991年の埼玉大会の決勝は春日部共栄と聖望学園が進出して初の私立高校同士の対戦となってから、公立高校の決勝進出が少なくなっている。
これは、県の地理的な条件にあると推測される。埼玉県は密接している東京都の恩恵を少なからず受けており、都心近くに留学しようとする県外の者が多く集まりやすい傾向にある。私立高校がこれらの県外の有力選手を多く勧誘する為、公立の高校がなかなか勝てないという状態を生み出している。この傾向は県内にも現れ、東京に近い南部の高校は私立高校が強く、都心から離れた北部の高校は公立の高校がなかなか健闘しているという状態にある。
現在、埼玉大会単独では1995年の越谷西、記念大会時の南北 (東西)埼玉大会では1998年 (西埼玉)の滑川 (現・滑川総合)以来公立高校の優勝はないが、2001年以降も春日部東、坂戸西、所沢商、鷲宮、上尾、市立川越、白岡、川口が2001年、2002年、2004年、2006年、2008年 (北埼玉)、2014年、2015年、2018年 (南埼玉)にそれぞれ準優勝をするなど、現在も私立高校に負けず劣らず活躍している公立高校も存在する。

## 大会結果
| 年度（大会）          | 代表校                                         | 試合結果                                       | 試合結果                                       | 成績                                           |
| --------------------- | ---------------------------------------------- | ---------------------------------------------- | ---------------------------------------------- | ---------------------------------------------- |
| 1949年（第31回大会）  | 熊谷（南関東・初出場）                         | 1回戦                                          | ● 1 - 9 倉敷工                                 | 初戦敗退                                       |
| 1951年（第33回大会）  | 熊谷（南関東・2年ぶり2回目）                   | 2回戦                                          | ○ 4 - 0 下関西                                 | 準優勝                                         |
| 1951年（第33回大会）  | 熊谷（南関東・2年ぶり2回目）                   | 準々決勝                                       | ○ 2 - 0 大垣北（延長11回）                     | 準優勝                                         |
| 1951年（第33回大会）  | 熊谷（南関東・2年ぶり2回目）                   | 準決勝                                         | ○ 4 - 0 県和歌山商                             | 準優勝                                         |
| 1951年（第33回大会）  | 熊谷（南関東・2年ぶり2回目）                   | 決勝                                           | ● 1 - 4 平安                                   | 準優勝                                         |
| 1957年（第39回大会）  | 大宮（南関東・初出場）                         | 1回戦                                          | ○ 10 - 5 松江商                                | ベスト4                                        |
| 1957年（第39回大会）  | 大宮（南関東・初出場）                         | 2回戦                                          | ○ 7 - 6 宮崎大宮（延長10回）                   | ベスト4                                        |
| 1957年（第39回大会）  | 大宮（南関東・初出場）                         | 準々決勝                                       | ○ 2 - 1 岐阜商                                 | ベスト4                                        |
| 1957年（第39回大会）  | 大宮（南関東・初出場）                         | 準決勝                                         | ● 1 - 3 法政二                                 | ベスト4                                        |
| 1958年（第40回大会）  | 大宮（2年連続2回目）                           | 1回戦                                          | ● 1 - 4 高松商                                 | 初戦敗退                                       |
| 1959年（第41回大会）  | 川越（西関東・初出場）                         | 1回戦                                          | ○ 3 - 1 鎮西                                   | 2回戦                                          |
| 1959年（第41回大会）  | 川越（西関東・初出場）                         | 2回戦                                          | ● 0 - 1 高知商                                 | 2回戦                                          |
| 1960年（第42回大会）  | 大宮（西関東・2年ぶり3回目）                   | 1回戦                                          | ○ 1 - 0 桐生工（延長11回）                     | ベスト8                                        |
| 1960年（第42回大会）  | 大宮（西関東・2年ぶり3回目）                   | 2回戦                                          | ○ 1 - 0 青森                                   | ベスト8                                        |
| 1960年（第42回大会）  | 大宮（西関東・2年ぶり3回目）                   | 準々決勝                                       | ● 3 - 6 徳島商                                 | ベスト8                                        |
| 1963年（第45回大会）  | 大宮（3年ぶり4回目）                           | 1回戦                                          | ○ 7 - 1 海星                                   | 2回戦                                          |
| 1963年（第45回大会）  | 大宮（3年ぶり4回目）                           | 2回戦                                          | ● 1 - 8 中京商                                 | 2回戦                                          |
| 1964年（第46回大会）  | 熊谷商工（西関東・初出場）                     | 1回戦                                          | ○ 3 - 1 今治南（延長12回）                     | ベスト8                                        |
| 1964年（第46回大会）  | 熊谷商工（西関東・初出場）                     | 2回戦                                          | ○ 2 - 0 大府                                   | ベスト8                                        |
| 1964年（第46回大会）  | 熊谷商工（西関東・初出場）                     | 準々決勝                                       | ● 1 - 5 宮崎商                                 | ベスト8                                        |
| 1965年（第47回大会）  | 熊谷商工（西関東・2年連続2回目）               | 1回戦                                          | ○ 5 - 1 小野田工                               | 2回戦                                          |
| 1965年（第47回大会）  | 熊谷商工（西関東・2年連続2回目）               | 2回戦                                          | ● 0 - 2 報徳学園                               | 2回戦                                          |
| 1967年（第49回大会）  | 大宮（西関東・4年ぶり5回目）                   | 1回戦                                          | ● 3 - 4x 報徳学園                              | 初戦敗退                                       |
| 1968年（第50回大会）  | 大宮工（初出場）                               | 1回戦                                          | ○ 2 - 1 平安                                   | 2回戦                                          |
| 1968年（第50回大会）  | 大宮工（初出場）                               | 2回戦                                          | ● 3 - 7 津久見                                 | 2回戦                                          |
| 1969年（第51回大会）  | 川越工（西関東・初出場）                       | 1回戦                                          | ● 1 - 2 玉島商                                 | 初戦敗退                                       |
| 1970年（第52回大会）  | 熊谷商（西関東・5年ぶり3回目）                 | 1回戦                                          | ○ 3 - 0 金沢桜丘                               | ベスト8                                        |
| 1970年（第52回大会）  | 熊谷商（西関東・5年ぶり3回目）                 | 2回戦                                          | ○ 13x - 12 平安（延長10回）                    | ベスト8                                        |
| 1970年（第52回大会）  | 熊谷商（西関東・5年ぶり3回目）                 | 準々決勝                                       | ● 0 - 7 高松商                                 | ベスト8                                        |
| 1971年（第53回大会）  | 深谷商（西関東・初出場）                       | 1回戦                                          | ● 2 - 3x 銚子商（延長10回）                    | 初戦敗退                                       |
| 1973年（第55回大会）  | 川越工（4年ぶり2回目）                         | 2回戦                                          | ○ 7 - 0 前原                                   | ベスト4                                        |
| 1973年（第55回大会）  | 川越工（4年ぶり2回目）                         | 3回戦                                          | ○ 7 - 2 福井商                                 | ベスト4                                        |
| 1973年（第55回大会）  | 川越工（4年ぶり2回目）                         | 準々決勝                                       | ○ 6 - 2 富山商                                 | ベスト4                                        |
| 1973年（第55回大会）  | 川越工（4年ぶり2回目）                         | 準決勝                                         | ● 0 - 7 広島商                                 | ベスト4                                        |
| 1974年（第56回大会）  | 上尾（西関東・初出場）                         | 1回戦                                          | ○ 5 - 1 三国                                   | 2回戦                                          |
| 1974年（第56回大会）  | 上尾（西関東・初出場）                         | 2回戦                                          | ● 4 - 5x 平安（延長13回）                      | 2回戦                                          |
| 1975年（第57回大会）  | 上尾（2年連続2回目）                           | 2回戦                                          | ○ 5x - 4 小倉南（延長10回）                    | ベスト4                                        |
| 1975年（第57回大会）  | 上尾（2年連続2回目）                           | 3回戦                                          | ○ 4 - 3 土佐                                   | ベスト4                                        |
| 1975年（第57回大会）  | 上尾（2年連続2回目）                           | 準々決勝                                       | ○ 5 - 4 東海大相模                             | ベスト4                                        |
| 1975年（第57回大会）  | 上尾（2年連続2回目）                           | 準決勝                                         | ● 5 - 6 新居浜商                               | ベスト4                                        |
| 1976年（第58回大会）  | 所沢商（初出場）                               | 2回戦                                          | ● 1 - 7 東北                                   | 初戦敗退                                       |
| 1977年（第59回大会）  | 川口工（初出場）                               | 2回戦                                          | ● 0 - 12 智弁学園                              | 初戦敗退                                       |
| 1978年（第60回大会）  | 所沢商（2年ぶり2回目）                         | 1回戦                                          | ○ 9 - 2 小城                                   | 2回戦                                          |
| 1978年（第60回大会）  | 所沢商（2年ぶり2回目）                         | 2回戦                                          | ● 1 - 4 仙台育英                               | 2回戦                                          |
| 1979年（第61回大会）  | 上尾（4年ぶり3回目）                           | 1回戦                                          | ● 2 - 3 浪商（延長11回）                       | 初戦敗退                                       |
| 1980年（第62回大会）  | 熊谷商（10年ぶり4回目）                        | 1回戦                                          | ● 1 - 7 滝川                                   | 初戦敗退                                       |
| 1981年（第63回大会）  | 熊谷商（2年連続5回目）                         | 2回戦                                          | ○ 12x - 11 下関商                              | 3回戦                                          |
| 1981年（第63回大会）  | 熊谷商（2年連続5回目）                         | 3回戦                                          | ● 0 - 4 和歌山工                               | 3回戦                                          |
| 1982年（第64回大会）  | 熊谷（31年ぶり3回目）                          | 1回戦                                          | ○ 1 - 0 南部                                   | 2回戦                                          |
| 1982年（第64回大会）  | 熊谷（31年ぶり3回目）                          | 2回戦                                          | ● 1 - 2 興南                                   | 2回戦                                          |
| 1983年（第65回大会）  | 所沢商（5年ぶり3回目）                         | 1回戦                                          | ● 2 - 6 PL学園                                 | 初戦敗退                                       |
| 1984年（第66回大会）  | 上尾（5年ぶり4回目）                           | 1回戦                                          | ○ 4 - 3 徳島商（延長10回）                     | 2回戦                                          |
| 1984年（第66回大会）  | 上尾（5年ぶり4回目）                           | 2回戦                                          | ● 3 - 5 法政一                                 | 2回戦                                          |
| 1985年（第67回大会）  | 立教（初出場）                                 | 1回戦                                          | ○ 5 - 1 佐世保実                               | 2回戦                                          |
| 1985年（第67回大会）  | 立教（初出場）                                 | 2回戦                                          | ● 3 - 12 東洋大姫路                            | 2回戦                                          |
| 1986年（第68回大会）  | 浦和学院（初出場）                             | 1回戦                                          | ○ 10 - 3 泉州                                  | ベスト4                                        |
| 1986年（第68回大会）  | 浦和学院（初出場）                             | 2回戦                                          | ○ 4 - 0 宇都宮工                               | ベスト4                                        |
| 1986年（第68回大会）  | 浦和学院（初出場）                             | 3回戦                                          | ○ 4 - 1 広島工                                 | ベスト4                                        |
| 1986年（第68回大会）  | 浦和学院（初出場）                             | 準々決勝                                       | ○ 4 - 0 高知商                                 | ベスト4                                        |
| 1986年（第68回大会）  | 浦和学院（初出場）                             | 準決勝                                         | ● 3 - 14 松山商                                | ベスト4                                        |
| 1987年（第69回大会）  | 浦和学院（2年連続2回目）                       | 2回戦                                          | ● 2 - 5 尽誠学園                               | 初戦敗退                                       |
| 1988年（第70回大会）  | 浦和市立（初出場）                             | 1回戦                                          | ○ 5 - 2 佐賀商                                 | ベスト4                                        |
| 1988年（第70回大会）  | 浦和市立（初出場）                             | 2回戦                                          | ○ 6 - 2 常総学院                               | ベスト4                                        |
| 1988年（第70回大会）  | 浦和市立（初出場）                             | 3回戦                                          | ○ 2 - 1 宇都宮学園（延長10回）                 | ベスト4                                        |
| 1988年（第70回大会）  | 浦和市立（初出場）                             | 準々決勝                                       | ○ 7 - 3 宇部商（延長11回）                     | ベスト4                                        |
| 1988年（第70回大会）  | 浦和市立（初出場）                             | 準決勝                                         | ● 2 - 4 広島商                                 | ベスト4                                        |
| 1989年（第71回大会）  | 川越商（初出場）                               | 2回戦                                          | ● 2 - 6 八幡商                                 | 初戦敗退                                       |
| 1990年（第72回大会）  | 大宮東（初出場）                               | 1回戦                                          | ● 7 - 11 高知商                                | 初戦敗退                                       |
| 1991年（第73回大会）  | 春日部共栄（初出場）                           | 1回戦                                          | ● 2 - 3x 佐賀学園（延長10回）                  | 初戦敗退                                       |
| 1992年（第74回大会）  | 秀明（初出場）                                 | 1回戦                                          | ● 3 - 11 天理                                  | 初戦敗退                                       |
| 1993年（第75回大会）  | 春日部共栄（2年ぶり2回目）                     | 2回戦                                          | ○ 12 - 0 近江兄弟社                            | 準優勝                                         |
| 1993年（第75回大会）  | 春日部共栄（2年ぶり2回目）                     | 3回戦                                          | ○ 3x - 2 日大山形（延長10回）                  | 準優勝                                         |
| 1993年（第75回大会）  | 春日部共栄（2年ぶり2回目）                     | 準々決勝                                       | ○ 11 - 4 徳島商                                | 準優勝                                         |
| 1993年（第75回大会）  | 春日部共栄（2年ぶり2回目）                     | 準決勝                                         | ○ 5 - 3 常総学院                               | 準優勝                                         |
| 1993年（第75回大会）  | 春日部共栄（2年ぶり2回目）                     | 決勝                                           | ● 2 - 3 育英                                   | 準優勝                                         |
| 1994年（第76回大会）  | 浦和学院（7年ぶり3回目）                       | 1回戦                                          | ○ 4 - 3 姫路工                                 | 2回戦                                          |
| 1994年（第76回大会）  | 浦和学院（7年ぶり3回目）                       | 2回戦                                          | ● 0 - 1x 中越                                  | 2回戦                                          |
| 1995年（第77回大会）  | 越谷西（初出場）                               | 1回戦                                          | ○ 7 - 1 龍谷                                   | 2回戦                                          |
| 1995年（第77回大会）  | 越谷西（初出場）                               | 2回戦                                          | ● 1 - 6 韮山                                   | 2回戦                                          |
| 1996年（第78回大会）  | 浦和学院（2年ぶり4回目）                       | 2回戦                                          | ● 3 - 9 高松商                                 | 初戦敗退                                       |
| 1997年（第79回大会）  | 春日部共栄（4年ぶり3回目）                     | 1回戦                                          | ○ 5 - 2 比叡山                                 | 3回戦                                          |
| 1997年（第79回大会）  | 春日部共栄（4年ぶり3回目）                     | 2回戦                                          | ○ 2 - 0 函館大有斗                             | 3回戦                                          |
| 1997年（第79回大会）  | 春日部共栄（4年ぶり3回目）                     | 3回戦                                          | ● 4 - 7 浦添商                                 | 3回戦                                          |
| 1998年（第80回大会）  | 埼玉栄（東埼玉・初出場）                       | 1回戦                                          | ○ 5 - 4 沖縄水産                               | 2回戦                                          |
| 1998年（第80回大会）  | 埼玉栄（東埼玉・初出場）                       | 2回戦                                          | ● 2 - 4 佐賀学園                               | 2回戦                                          |
| 1998年（第80回大会）  | 滑川（西埼玉・初出場）                         | 1回戦                                          | ○ 7 - 6 境                                     | 3回戦                                          |
| 1998年（第80回大会）  | 滑川（西埼玉・初出場）                         | 2回戦                                          | ○ 5 - 3 富山商                                 | 3回戦                                          |
| 1998年（第80回大会）  | 滑川（西埼玉・初出場）                         | 3回戦                                          | ● 1 - 12 関大一                                | 3回戦                                          |
| 1999年（第81回大会）  | 聖望学園（初出場）                             | 2回戦                                          | ● 3 - 5 日田林工                               | 初戦敗退                                       |
| 2000年（第82回大会）  | 浦和学院（4年ぶり5回目）                       | 1回戦                                          | ○ 2 - 1 八幡商                                 | 2回戦                                          |
| 2000年（第82回大会）  | 浦和学院（4年ぶり5回目）                       | 2回戦                                          | ● 1 - 5 柳川                                   | 2回戦                                          |
| 2001年（第83回大会）  | 花咲徳栄（初出場）                             | 1回戦                                          | ○ 12 - 0 宇部商                                | 2回戦                                          |
| 2001年（第83回大会）  | 花咲徳栄（初出場）                             | 2回戦                                          | ● 4 - 11 日大三                                | 2回戦                                          |
| 2002年（第84回大会）  | 浦和学院（2年ぶり6回目）                       | 1回戦                                          | ○ 7 - 3 報徳学園                               | 2回戦                                          |
| 2002年（第84回大会）  | 浦和学院（2年ぶり6回目）                       | 2回戦                                          | ● 5 - 6x 川之江                                | 2回戦                                          |
| 2003年（第85回大会）  | 聖望学園（4年ぶり2回目）                       | 2回戦                                          | ○ 17 - 4 香川西                                | ベスト8                                        |
| 2003年（第85回大会）  | 聖望学園（4年ぶり2回目）                       | 3回戦                                          | ○ 7 - 3 天理                                   | ベスト8                                        |
| 2003年（第85回大会）  | 聖望学園（4年ぶり2回目）                       | 準々決勝                                       | ● 1 - 2 江の川                                 | ベスト8                                        |
| 2004年（第86回大会）  | 浦和学院（2年ぶり7回目）                       | 1回戦                                          | ○ 3 - 1 広島商                                 | 2回戦                                          |
| 2004年（第86回大会）  | 浦和学院（2年ぶり7回目）                       | 2回戦                                          | ● 4 - 6 中京大中京                             | 2回戦                                          |
| 2005年（第87回大会）  | 春日部共栄（8年ぶり4回目）                     | 1回戦                                          | ● 7 - 9 大阪桐蔭                               | 初戦敗退                                       |
| 2006年（第88回大会）  | 浦和学院（2年ぶり8回目）                       | 1回戦                                          | ● 3 - 9 金沢                                   | 初戦敗退                                       |
| 2007年（第89回大会）  | 浦和学院（2年連続9回目）                       | 2回戦                                          | ● 1 - 2 前橋商                                 | 初戦敗退                                       |
| 2008年（第90回大会）  | 本庄一（北埼玉・初出場）                       | 1回戦                                          | ○ 5x - 4 開星                                  | 2回戦                                          |
| 2008年（第90回大会）  | 本庄一（北埼玉・初出場）                       | 2回戦                                          | ● 0 - 4 青森山田                               | 2回戦                                          |
| 2008年（第90回大会）  | 浦和学院（南埼玉・3年連続10回目）              | 1回戦                                          | ● 5 - 6 横浜                                   | 初戦敗退                                       |
| 2009年（第91回大会）  | 聖望学園（6年ぶり3回目）                       | 1回戦                                          | ● 1 - 5 都城商                                 | 初戦敗退                                       |
| 2010年（第92回大会）  | 本庄一（2年ぶり2回目）                         | 1回戦                                          | ● 2 - 6 明徳義塾                               | 初戦敗退                                       |
| 2011年（第93回大会）  | 花咲徳栄（10年ぶり2回目）                      | 1回戦                                          | ● 1 - 11 智弁和歌山                            | 初戦敗退                                       |
| 2012年（第94回大会）  | 浦和学院（4年ぶり11回目）                      | 1回戦                                          | ○ 6 - 0 高崎商                                 | 3回戦                                          |
| 2012年（第94回大会）  | 浦和学院（4年ぶり11回目）                      | 2回戦                                          | ○ 11 - 4 聖光学院                              | 3回戦                                          |
| 2012年（第94回大会）  | 浦和学院（4年ぶり11回目）                      | 3回戦                                          | ● 2 - 6 天理                                   | 3回戦                                          |
| 2013年（第95回大会）  | 浦和学院（2年連続12回目）                      | 1回戦                                          | ● 10 - 11x 仙台育英                            | 初戦敗退                                       |
| 2014年（第96回大会）  | 春日部共栄（9年ぶり5回目）                     | 1回戦                                          | ○ 5 - 1 龍谷大平安                             | 2回戦                                          |
| 2014年（第96回大会）  | 春日部共栄（9年ぶり5回目）                     | 2回戦                                          | ● 1 - 10 敦賀気比                              | 2回戦                                          |
| 2015年（第97回大会）  | 花咲徳栄（4年ぶり3回目）                       | 2回戦                                          | ○ 15 - 3 三沢商                                | ベスト8                                        |
| 2015年（第97回大会）  | 花咲徳栄（4年ぶり3回目）                       | 3回戦                                          | ○ 1 - 0 鶴岡東                                 | ベスト8                                        |
| 2015年（第97回大会）  | 花咲徳栄（4年ぶり3回目）                       | 準々決勝                                       | ● 3 - 4x 東海大相模                            | ベスト8                                        |
| 2016年（第98回大会）  | 花咲徳栄（2年連続4回目）                       | 1回戦                                          | ○ 6 - 1 大曲工                                 | 3回戦                                          |
| 2016年（第98回大会）  | 花咲徳栄（2年連続4回目）                       | 2回戦                                          | ○ 6 - 3 樟南                                   | 3回戦                                          |
| 2016年（第98回大会）  | 花咲徳栄（2年連続4回目）                       | 3回戦                                          | ● 2 - 6 作新学院                               | 3回戦                                          |
| 2017年（第99回大会）  | 花咲徳栄（3年連続5回目）                       | 1回戦                                          | ○ 9 - 0 開星                                   | 優勝                                           |
| 2017年（第99回大会）  | 花咲徳栄（3年連続5回目）                       | 2回戦                                          | ○ 9 - 3 日本航空石川                           | 優勝                                           |
| 2017年（第99回大会）  | 花咲徳栄（3年連続5回目）                       | 3回戦                                          | ○ 10 - 4 前橋育英                              | 優勝                                           |
| 2017年（第99回大会）  | 花咲徳栄（3年連続5回目）                       | 準々決勝                                       | ○ 10 - 1 盛岡大付                              | 優勝                                           |
| 2017年（第99回大会）  | 花咲徳栄（3年連続5回目）                       | 準決勝                                         | ○ 9 - 6 東海大菅生（延長11回）                 | 優勝                                           |
| 2017年（第99回大会）  | 花咲徳栄（3年連続5回目）                       | 決勝                                           | ○ 14 - 4 広陵                                  | 優勝                                           |
| 2018年（第100回大会） | 花咲徳栄（北埼玉・4年連続6回目）               | 1回戦                                          | ○ 8 - 5 鳴門                                   | 2回戦                                          |
| 2018年（第100回大会） | 花咲徳栄（北埼玉・4年連続6回目）               | 2回戦                                          | ● 6 - 8 横浜                                   | 2回戦                                          |
| 2018年（第100回大会） | 浦和学院（南埼玉・5年ぶり13回目）              | 2回戦                                          | ○ 9 - 0 仙台育英                               | ベスト8                                        |
| 2018年（第100回大会） | 浦和学院（南埼玉・5年ぶり13回目）              | 3回戦                                          | ○ 6 - 0 二松学舎大付                           | ベスト8                                        |
| 2018年（第100回大会） | 浦和学院（南埼玉・5年ぶり13回目）              | 準々決勝                                       | ● 2 - 11 大阪桐蔭                              | ベスト8                                        |
| 2019年（第101回大会） | 花咲徳栄（5年連続7回目）                       | 2回戦                                          | ● 3 - 4 明石商                                 | 初戦敗退                                       |
| 2020年（第102回大会） | （新型コロナウイルス感染症流行による大会中止） | （新型コロナウイルス感染症流行による大会中止） | （新型コロナウイルス感染症流行による大会中止） | （新型コロナウイルス感染症流行による大会中止） |
| 2021年（第103回大会） | 浦和学院（3年ぶり14回目）                      | 2回戦                                          | ● 3 - 4 日大山形                               | 初戦敗退                                       |
| 2022年（第104回大会） | 聖望学園（13年ぶり4回目）                      | 1回戦                                          | ○ 8 - 2 能代松陽                               | 2回戦                                          |
| 2022年（第104回大会） | 聖望学園（13年ぶり4回目）                      | 2回戦                                          | ● 0 - 19 大阪桐蔭                              | 2回戦                                          |
| 2023年（第105回大会） | 浦和学院（2年ぶり15回目）                      | 1回戦                                          | ● 9 - 19 仙台育英                              | 初戦敗退                                       |
| 2024年（第106回大会） | 花咲徳栄（5年ぶり8回目）                       | 1回戦                                          | ● 1 - 2 新潟産大付                             | 初戦敗退                                       |
| 2025年（第107回大会） | 叡明（初出場）                                 | 1回戦                                          | ● 4 - 5x 津田学園（延長12回TB）                | 初戦敗退                                       |

## 通算成績
| 出場 | 試合 | 勝利 | 敗戦 | 引分 | 勝率 | 優勝 | 準優勝 | ベスト4 | ベスト8 |
| ---- | ---- | ---- | ---- | ---- | ---- | ---- | ------ | ------- | ------- |
| 69   | 139  | 71   | 68   | 0    | .511 | 1    | 2      | 5       | 6       |

## 学校別成績
| 校名       | 出場 | 勝敗     | 直近出場 | 最高成績 | 前身校   |
| ---------- | ---- | -------- | -------- | -------- | -------- |
| 浦和学院   | 15回 | 12勝15敗 | 2023年   | ベスト4  |          |
| 花咲徳栄   | 8回  | 12勝7敗  | 2024年   | 優勝     |          |
| 春日部共栄 | 5回  | 7勝5敗   | 2014年   | 準優勝   |          |
| 大宮       | 5回  | 6勝5敗   | 1967年   | ベスト4  |          |
| 熊谷商     | 5回  | 6勝5敗   | 1981年   | ベスト8  | 熊谷商工 |
| 上尾       | 4回  | 5勝4敗   | 1984年   | ベスト4  |          |
| 聖望学園   | 4回  | 3勝4敗   | 2022年   | ベスト8  |          |
| 熊谷       | 3回  | 4勝3敗   | 1982年   | 準優勝   |          |
| 所沢商     | 3回  | 1勝3敗   | 1983年   | 2回戦    |          |
| 川越工     | 2回  | 3勝2敗   | 1973年   | ベスト4  |          |
| 本庄一     | 2回  | 1勝2敗   | 2010年   | 2回戦    |          |
| 市立浦和   | 1回  | 4勝1敗   | 1988年   | ベスト4  | 浦和市立 |
| 滑川総合   | 1回  | 2勝1敗   | 1998年   | 3回戦    | 滑川     |
| 川越       | 1回  | 1勝1敗   | 1959年   | 2回戦    |          |
| 大宮工     | 1回  | 1勝1敗   | 1968年   | 2回戦    |          |
| 立教新座   | 1回  | 1勝1敗   | 1985年   | 2回戦    | 立教     |
| 越谷西     | 1回  | 1勝1敗   | 1995年   | 2回戦    |          |
| 埼玉栄     | 1回  | 1勝1敗   | 1998年   | 2回戦    |          |
| 深谷商     | 1回  | 0勝1敗   | 1971年   | 初戦敗退 |          |
| 川口工     | 1回  | 0勝1敗   | 1977年   | 初戦敗退 |          |
| 市川越     | 1回  | 0勝1敗   | 1989年   | 初戦敗退 | 川越商   |
| 大宮東     | 1回  | 0勝1敗   | 1990年   | 初戦敗退 |          |
| 秀明       | 1回  | 0勝1敗   | 1992年   | 初戦敗退 |          |
| 叡明       | 1回  | 0勝1敗   | 2025年   | 初戦敗退 |          |